# Polybotrya suberecta
Polybotrya suberecta là một loài thực vật có mạch trong họ Dryopteridaceae. Loài này được (Baker) C. Chr. miêu tả khoa học đầu tiên năm 1906.